# Ataques de drone no Irã em 2023
Os ataques de drone no Irã em 2023 ocorreram na madrugada de 28 para 29 de janeiro de 2023, quando três veículos aéreos não tripulados (drones) atacaram uma fábrica de munição em Isfahan, em meio a outras explosões inexplicáveis em todo o Irã.

## Antecedentes
Houve uma série de explosões e incêndios em torno de instalações militares, nucleares e industriais iranianas no início da década de 2020. Em 2021, o Irã acusou Israel de sabotar sua principal instalação nuclear de Natanz e jurou vingança. Em julho de 2022, o Irã disse que havia prendido uma equipe de sabotagem formada por militantes curdos que trabalhavam para Israel e que planejavam explodir um centro da indústria de defesa em Isfahan.
O ataque ocorreu durante um período de alta tensão entre o Azerbaijão e o Irã, um dia depois que um homem armado atacou a embaixada do Azerbaijão em Teerã, matando seu chefe de segurança e ferindo outros dois.

## Explosão em Isfahan
Em 28 de janeiro de 2023, às 23h30 (UTC+3:30), uma fábrica de munições do Ministério da Defesa iraniano em Isfahan foi atacada por três drones, causando uma grande explosão. O ministério disse que o ataque ocorreu na Rua Imam Khomeini de Isfahan, e que os danos aos prédios foram pequenos. De acordo com o ministério, três drones foram abatidos e o ataque não teve sucesso. O ministério do Irã não disse o suspeito do ataque. Alguns cidadãos disseram ter ouvido três ou quatro explosões.

## Responsabilidade do ataque
De acordo com autoridades dos Estados Unidos, os ataques foram conduzidos por Israel, porém Israel não confirmou ou negou a responsabilidade pelos mesmos.

## Outras explosões ou incêndios
Um incêndio ocorreu em uma refinaria de petróleo em Tabriz durante a mesma noite. O The Wall Street Journal descreveu a relação entre o incêndio de Tabriz e o ataque de Isfahan como pouco clara. De acordo com o Iran International, houve relatos de explosões e incêndios em Caraje na mesma noite. Outra explosão foi relatada em uma instalação de petróleo em Azarshahr.
De acordo com Iuliia Mendel, ex-porta-voz do presidente ucraniano Volodymyr Zelenskyy, pelo menos 14 instalações foram alvo dos ataques, incluindo uma fábrica de drones.
Um sismo perto da cidade de Coi ocorreu no mesmo dia, o que gerou confusão sobre se os alvos foram atingidos ou afetados pelo sismo.

## Reações

### Irã
De acordo com fontes de inteligência ocidentais falando ao The Jerusalem Post, as autoridades iranianas minimizaram os efeitos dos ataques em Isfahan.

### Mídia
O The Jerusalem Post afirmou que fontes ocidentais viram o ataque como um "sucesso tremendo". O The New York Times afirmou que era provável que os drones usados fossem quadrotores com um curto alcance de voo e que, como Isfahan está distante das fronteiras do Irã, era provável que os drones fossem lançados de dentro do Irã.